# Podmoky (okres Havlíčkův Brod)
Podmoky jsou obec v okrese Havlíčkův Brod v Kraji Vysočina. Žije zde 144 obyvatel. Obcí protéká říčka Brslenka, na horním toku nazývaná také Čáslavka, která je levostranným přítokem řeky Doubravy. Kousek od obce vede Železniční trať Kolín – Havlíčkův Brod a Silnice I/38

## Historie
První písemná zmínka o vsi je z roku 1360.

### Exulanti
V dobách protireformace z obce Podmoky uprchli do nově nabytého pruského Slezska na pozvání pruského krále Fridricha II. Velikého Matěj Kyprý a Jan Kropáček.

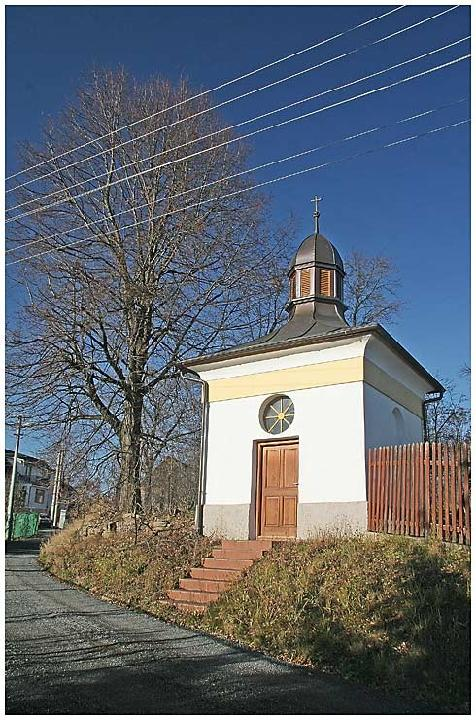
Kaple v Podmokách

| Rok            | 1869 | 1880 | 1890 | 1900 | 1910 | 1921 | 1930 | 1950 | 1961 | 1970 | 1980 | 1991 | 2001 | 2006 | 2014 |
| Počet obyvatel | 470  | 546  | 497  | 493  | 542  | 551  | 485  | 342  | 303  | 249  | 202  | 139  | 100  | 98   | 119  |

## Pamětihodnosti
- Archeologické naleziště Hrádek u Podmok
- kostel Jména Panny Marie
- Kaple